# Ching Ling Foo
Ching Ling Foo, född 1854 i Peking som Chee Ling Qua, död 1922, var en kinesisk trollkonstnär. Han var den förste moderne orientaliske trollkonstnären som uppnådde internationell berömmelse. Han gav även inspiration till amerikanen Chung Ling Soo som blev än mer känd.
Foo studerade traditionell kinesisk magi och var en välrespekterad underhållare i sitt hemland.
Under ett vanligt uppträdande häpnade publiken när han andades rök och eld eller tog ut remsor och en 4,5 meter lång stång ur munnen. Vid ett av hans andra trick halshögg han en pojke som sedan lämnade scenen.
Ytterligare ett trick var att han fyllde en skål full med vatten från en tom trasa för att sedan ta upp ett barn ur skålen.
När han började uppträda i USA 1898 erbjöd han 1 000 dollar till den som kunde göra om hans trick, detta var uppenbarligen för publiciteten och det fanns ingen avsikt att betala ut någon belöning. Brooklynfödde William Robinson, som tillfälligt arbetade som magiker försökte att få de 1 000 dollarna. Foo avvisade honom och Robinson gjorde en egen kinesinspirerad show och kallade sig själv Chung Ling Soo. Robinson reste runt i Europa som Chung Ling Soo och en djup rivalitet uppstod mellan de båda männen.